# Anodendron
Anodendron és un gènere de fanerògames de la família de les Apocynaceae. Conté 38 espècies.
És originari de les regions tropicals i subtropicals d'Àsia.

## Taxonomia
El gènere va ser descrit per Alphonse Pyrame de Candolle i publicat a Prodromus Systematis Naturalis Regni Vegetabilis 8: 443. 1844.

## Espècies seleccionades
| - Anodendron affine Druce - Anodendron axillare Merr. - Anodendron benthamianum Hemsl. - Anodendron borneense (King i Gamble) D.J.Middleton - Anodendron candolleanum Wight |